# Gouvernorat d'Ajlun
Le gouvernorat d'Ajlun est un gouvernorat de la Jordanie. La capitale du gouvernorat d'Aljun est, comme son nom l'indique, la ville d'Ajlun.

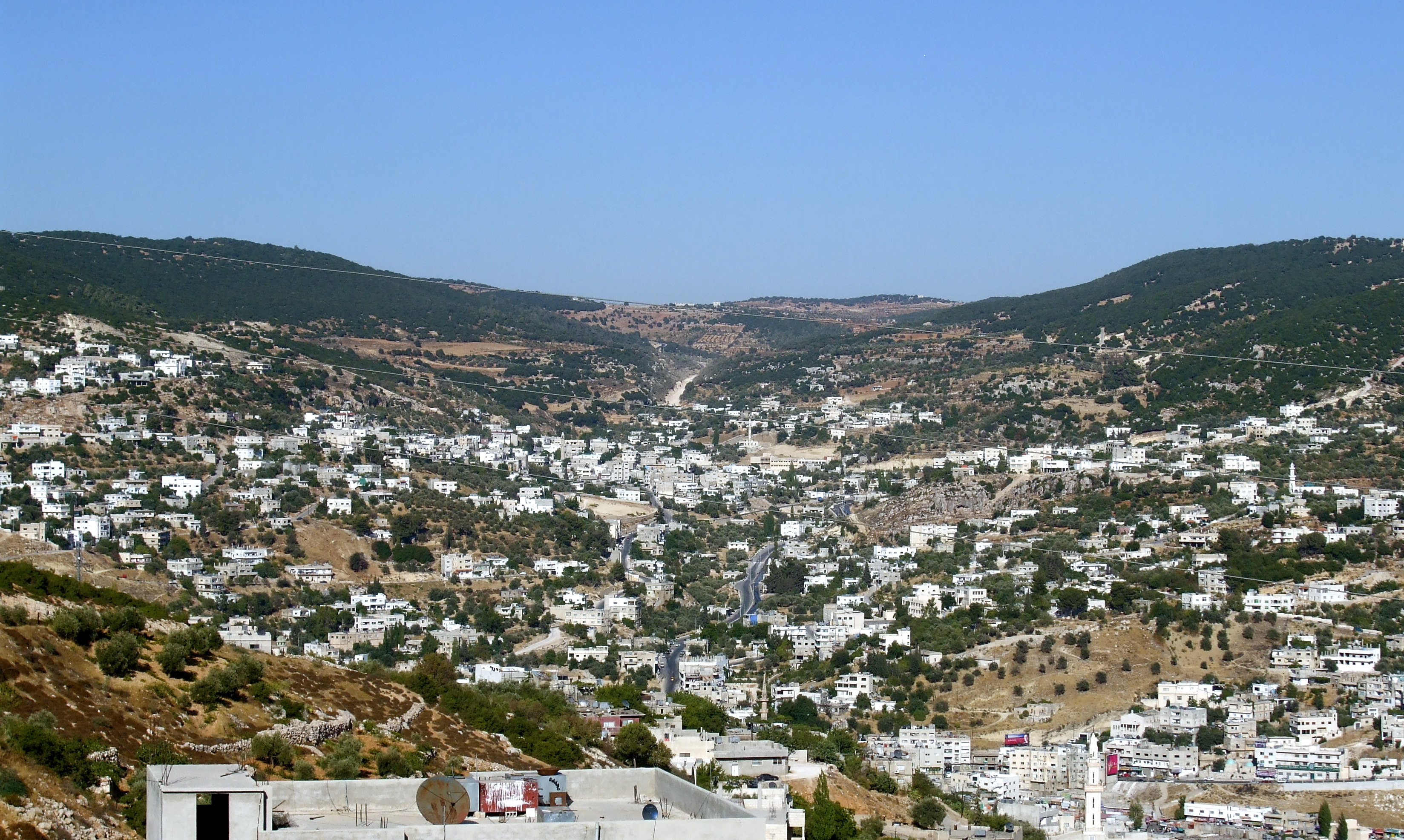
La ville d'Ajloun est la capitale du gouvernorat d'Ajloun.